# Chiesa di San Rocco (Adria)
La chiesa di San Rocco, detta anche santuario della Madonna dell'Automobilista o del Camionista, è un luogo di culto sito a Valliera, frazione del comune di Adria.
Sorta nella seconda parte del XX secolo su progetto dell'architetto mestrino Giovanni Cerutti sull'allora strada statale, ora S.P.n.4, che passa a nord dell'abitato, venne eretta in sostituzione della precedente chiesa di San Rocco della Valiera da allora sconsacrata e in seguito riqualificata come auditorium in grado di accogliere eventi culturali.
La chiesa è, nella suddivisione territoriale della chiesa cattolica, collocata nel vicariato di Adria-Ariano, a sua volta parte della diocesi di Adria-Rovigo, ed è sede parrocchiale.